# Hogan Lovells
Hogan Lovells es un bufete de abogados internacional con sede en Londres y Washington D. C. Se formó el 1 de mayo de 2010 mediante la fusión de los despachos Hogan & Hartson, con sede en Washington, y Lovells, con sede en Londres. Hogan Lovells tiene alrededor de 2500 abogados que trabajan en más de 40 oficinas en los Estados Unidos, Europa, América Latina, el Medio Oriente y Asia.